# Darío Vásquez Sánchez
Darío Vásquez Sánchez fue gobernador del Meta durante el periodo 2008 al 2011.

## Biografía
Nació el 26 de enero de 1956, desde muy niño junto con su familia se establecieron en Villavicencio, hijo de Oscar Félix Vásquez y Ana María Sánchez de Vásquez, es el tercero de ocho hermanos.
Curso sus estudios primarios en la escuela Marco Fidel Suárez y obtuvo el grado de bachiller en el colegio Francisco José de Caldas, de donde se destacó en la academia y como deportista de alto rendimiento en la disciplina de baloncesto.
Conformo su hogar con la médico cirujana Luz Susana Melo Moyano con la cual comparte su vida junto a sus tres hijos Andrés Felipe, Diego Alejandro y María Camila.
En 1982 se graduó como arquitecto de la Universidad Piloto de Colombia e inicia su actividad profesional en la región de la Orinoquia, en especial, en los departamentos del Guaviare, Guainía y Vichada. Su trabajo ha tenido amplio reconocimiento gracias a las obras de impacto social desarrolladas, como hospitales, centros de salud, instituciones educativas, además de los aeropuertos de Puerto Carreño y San José del Guaviare. 
En el año de 2007, con una amplia votación llega a la gobernación del Meta con un programa social, incluyente y de gran impacto a nivel de infraestructura.

## Trayectoria Política
En su plan de desarrollo “unidos gana el meta” logró los siguientes resultados:
- En el ámbito social se destacan programas de importancia estrategia, muy novedosas para alcanzar a los sectores más populares y alejados del departamento, como: telemedicina; casabe, y metadigital. Alcanzó la aprobación concertada de la política de infancia y adolescencia, y la consolidación de sistema de juventudes, mediante la elección popular de los consejos municipales. Obtuvo el reconocimiento de la corte constitucional, del gobierno nacional y del departamento de Antioquia por su modelo descentralizado para la atención de las víctimas del conflicto a través de la unidad móvil.

- Fue galardonado por la Unicef como uno de los gobernadores que más enfrentó el flajelo de la explotación sexual y comercial de niños niñas y adolescentes en el departamento del meta.

- 2524 viviendas nuevas entregadas.

- Construcción de puentes para la conectividad regional y municipal. (los puentes más destacados son: Postobon, séptima brigada, y vereda Mesetas hacia el barrio galán, en la ciudad de Villavicencio; la Julia en mesetas; sobre el río Guapayas en la vereda Maracaibo en Vistahermosa; sobre el río Acacitas en la vía Pompeya a San Carlos de Guaroa y sobre el río Guamal en este último municipio.

- Construcción de grandes escenarios: malocas; cielos abiertos y edificio de la gobernación. Y los malecones de Puerto López y puerto lleras; y la remodelación del teatro Vorágine. Solo para nombrar algunos.

- Construcción de megacolegios; entre los que se destacan: Colegios caldas, bosques de palmas y Pompeya en Villavicencio; Emiliano Restrepo en Restrepo, brisas de irique en granada, colintegrado de San martín; y de las veredas de Guacavia en Cumaral y Pachaquiaro en Puerto López, entre muchos otros.

- Obras para el deporte: villas olímpicas de Cubarral y Granada.; cancha de fútbol del dorado; y polideportivos en el 70% de los municipios del meta. En Villavicencio se destacan: Villa olímpica, parque sikuani (canchas de tenis y squach); y piscina olímpica del complejo deportivo jose eustacio rivera.

- Construcción de 11 centros de salud y mejoramiento de 20 en los diferentes municipios de departamento.

- Electrificación de la macarena en asocio con otras entidades, brindando cobertura las 24 horas. Además, se realizó la inversión en electrificación en 27 municipios del departamento, en especial en el sector rural (95 kilómetros de redes urbanas y 505 rurales).

- Optimización, mejoramiento y ampliación de acueductos y redes de acueducto y alcantarillado pluvial y sanitario permitiendo mejorar los indicadores de cobertura y calidad (en 2008, 16 municipios consumían agua con riesgo al finalizar ninguno).

- En 2008 casi todos los municipios contaban con botadero a cielo abierto, al finalizar el gobierno en 2011 no existía ninguno. Para suplir la emergencia de desechos se construyeron celdas transitorias en los municipios de Granada, San Martín, mesetas, San juan de arama, Cabuyaro, Fuentedeoro, La macarena, Puerto rico, Uribe, Mapiripan, San martín, Vistahermosa, San Carlos de guaroa, y El dorado.

- Acueductos de la vereda Apiay; y de la universidad de Unillanos en la vereda de Barcelona, ambos en el municipio de Villavicencio, importantes para una mayor cobertura del servicio en zona de transcendencia turística y educativa.

| Predecesor: Juan Manuel González Torres | Gobernador del Meta 2008 - 2011 | Sucesor: Alan Jara |